# Mirko Eichhorn
Pour les articles homonymes, voir Eichhorn.
Mirko Eichhorn, né le 30 août 1971 à Berlin-Est en République démocratique allemande, est un patineur artistique est-allemand puis allemand, champion d'Allemagne de l'Est en 1989 et champion d'Allemagne en 1992.

## Biographie

### Carrière sportive
Mirko Eichhorn patine pour le club de sa ville natale (SC Berlin) et est entraîné par Rolf Österreich. Il est champion d'Allemagne de l'Est en 1989 ; puis champion d'Allemagne en 1992. Ses rivaux nationaux principaux sont Ronny Winkler, Daniel Weiss et Andrejs Vlascenko.
Il représente l'Allemagne de l'Est à deux mondiaux juniors (1989 à Sarajevo et 1990 à Colorado Springs) et deux mondiaux seniors (1989 à Paris et 1990 à Halifax).
Il représente ensuite l'Allemagne après la réunification des deux pays, à quatre championnats européens (1991 à Sofia, 1992 à Lausanne, 1994 à Copenhague et 1995 à Dortmund) et deux mondiaux (1991 à Munich et 1992 à Oakland). Il ne participe jamais aux Jeux olympiques d'hiver.
Il arrête les compétitions sportives en 1996 à l'âge de 24 ans.

## Palmarès
| Compétition                         | 1987    | 1988    | 1989    | 1990    | 1991    | 1992    | 1993    | 1994    | 1995    | 1996    |  |  |  |  |
| Jeux olympiques d'hiver             |         |         |         |         |         |         |         |         |         |         |  |  |  |  |
| Championnats du monde               |         |         | 16e     | 21e     | 15e     | 15e     |         |         |         |         |  |  |  |  |
| Championnats d’Europe               |         |         |         |         | 7e      | 13e     |         | 16e     | 19e     |         |  |  |  |  |
| Championnats d'Allemagne de l'Est   | 4e      | 3e      | 1er     | 2e      |         |         |         |         |         |         |  |  |  |  |
| Championnats d'Allemagne            |         |         |         |         | 2e      | 1er     | A       | 2e      | 3e      | F       |  |  |  |  |
| Championnats du monde juniors       |         |         | 5e      | 5e      |         |         |         |         |         |         |  |  |  |  |
|                                     |         |         |         |         |         |         |         |         |         |         |  |  |  |  |
| Autres Compétitions                 | 1986/87 | 1987/88 | 1988/89 | 1989/90 | 1990/91 | 1991/92 | 1992/93 | 1993/94 | 1994/95 | 1995/96 |  |  |  |  |
| Skate America                       |         |         |         |         |         | 8e      |         | 9e      |         |         |  |  |  |  |
| Skate Canada                        |         |         |         |         |         |         |         |         | 12e     |         |  |  |  |  |
| Coupe d'Allemagne                   |         |         |         |         |         | 2e      |         |         | 9e      | 11e     |  |  |  |  |
| Trophée de France                   |         |         |         |         |         |         |         | 9e      |         |         |  |  |  |  |
| Légende : F = Forfait ; A = Abandon |         |         |         |         |         |         |         |         |         |         |  |  |  |  |